# Lige fra hjertet
Lige fra hjertet er et studiealbum af den danske dansktopsangerinde Birthe Kjær. Det udkom den 13. november 2015 på Ariola og Sony Music. Albummet er produceret af Søren Bundgaard, mens vokalen er produceret af Ivan Pedersen. Lige fra hjertet er indspillet i Nashville, USA.

## Spor
| #   | Titel                                                 | Tekst                                        | Musik                                             | Længde |
| --- | ----------------------------------------------------- | -------------------------------------------- | ------------------------------------------------- | ------ |
| 1.  | "Sku' vi ikke lave lidt ballade"                      | Ivan Pedersen, Peter Busborg                 | Pedersen, Peter Busborg                           | 3:10   |
| 2.  | "Du betyder alt for mig" (Birthe Kjær og Bobo Moreno) | Jimmy Holiday, Eddie Reeves, Allan Mortensen | Holiday, Reeves                                   | 3:13   |
| 3.  | "Blanket on the Ground"                               | Roger Bowling                                | Bowling                                           | 4:05   |
| 4.  | "Jylland"                                             | Lonnie Kjer                                  | Henrik Sethsson, Stefan Brunzell, Mikael Wigström | 3:05   |
| 5.  | "Kærlighed på klods"                                  | Busborg, Peter Friisnæs                      | Busborg, Friisnæs                                 | 3:23   |
| 6.  | "Achy Breaky Heart"                                   | Don von Tress                                | Tress                                             | 3:40   |
| 7.  | "Blomsterbarn"                                        | Gunvor Reynberg                              | Mickey Pless                                      | 3:28   |
| 8.  | "Tak dig selv"                                        | Keld Heick                                   | Matti Alfonzetti, Johan Lyander                   | 3:10   |
| 9.  | "Vi sku' ha danset"                                   | Jens Lysdal, Laura Illeborg                  | Lysdal                                            | 4:21   |
| 10. | "Roser"                                               | Heick                                        | Jørn Hansen, Erling Møllehave                     | 3:31   |
| 11. | "Baby, giv mig lov"                                   | Pedersen                                     | Linda Gail Lewis                                  | 3:46   |
| 12. | "Du er lyset for mig"                                 | Kjer                                         | Joe Brooks                                        | 3:45   |
| 13. | "Tennessee Waltz" (Country version 2015)              | Redd Stewart                                 | Stewart                                           | 3:14   |